# グンゼタウンセンター つかしん
グンゼタウンセンター つかしんは、日本の兵庫県尼崎市塚口本町にあるショッピングセンター。
一般には「つかしん」と呼ばれており、この名はかつての正式名称である。開業前の計画名「塚口新町開発発展都市」の略称でもある。
本項では、つかしん内に後年開業した温浴施設の「湯の華廊（ゆのかろう）」についても解説する。

## 概要
1985年にセゾングループの創業者・堤清二が提唱した街づくりの理念を体現した都市郊外型施設「つかしん」として、同グループに属していた西武百貨店（以下「西武」）を核店舗に据え、繊維製品メーカー・グンゼの塚口工場跡地にオープンした。名称はコピーライターの糸井重里により命名された。西武は2004年をもって撤退し、以降はグンゼが設立した子会社により運営されている。
施設はパティオを中心に、東西南北に分かれて建つビルで構成されており、尼崎市の姉妹都市・ドイツのアウクスブルクの町並みをモチーフにした景観が特徴となっている。東半分のエリアは「ひがしまち」、西半分のエリアは「にしまち」と称しており、「ひがしまち」はさらに「南館」と「北館」に分かれている。「ひがしまち」は施設の正面玄関や核店舗の平和堂（アル・プラザ）があるエリアで、かつて西武が入居していた南館は全体で最も規模が大きい7階建てである。一方の「にしまち」は南北共に2階建てと比較的小規模で、幹線道路に面するひがしまちとは対照的に、周囲は閑静な住宅街である。
ひがしまち南館には斜行エレベーターが2基設置されている。1985年の開業当時、斜行エレベーターは全国的にまだ珍しく、北方に広がる市街地や六甲山系を眺望できることもあって、1時間待ちの行列ができることもあった。ただし、西武の撤退前後の時期には利用者の減少や電気代の節約などを理由に、平日は原則として運転休止としていた。
なお、「にしまち」側の敷地の一部が伊丹市稲野町2丁目に属する市境という立地条件のため、同市の住民の利用も多い。

### つかしん西武

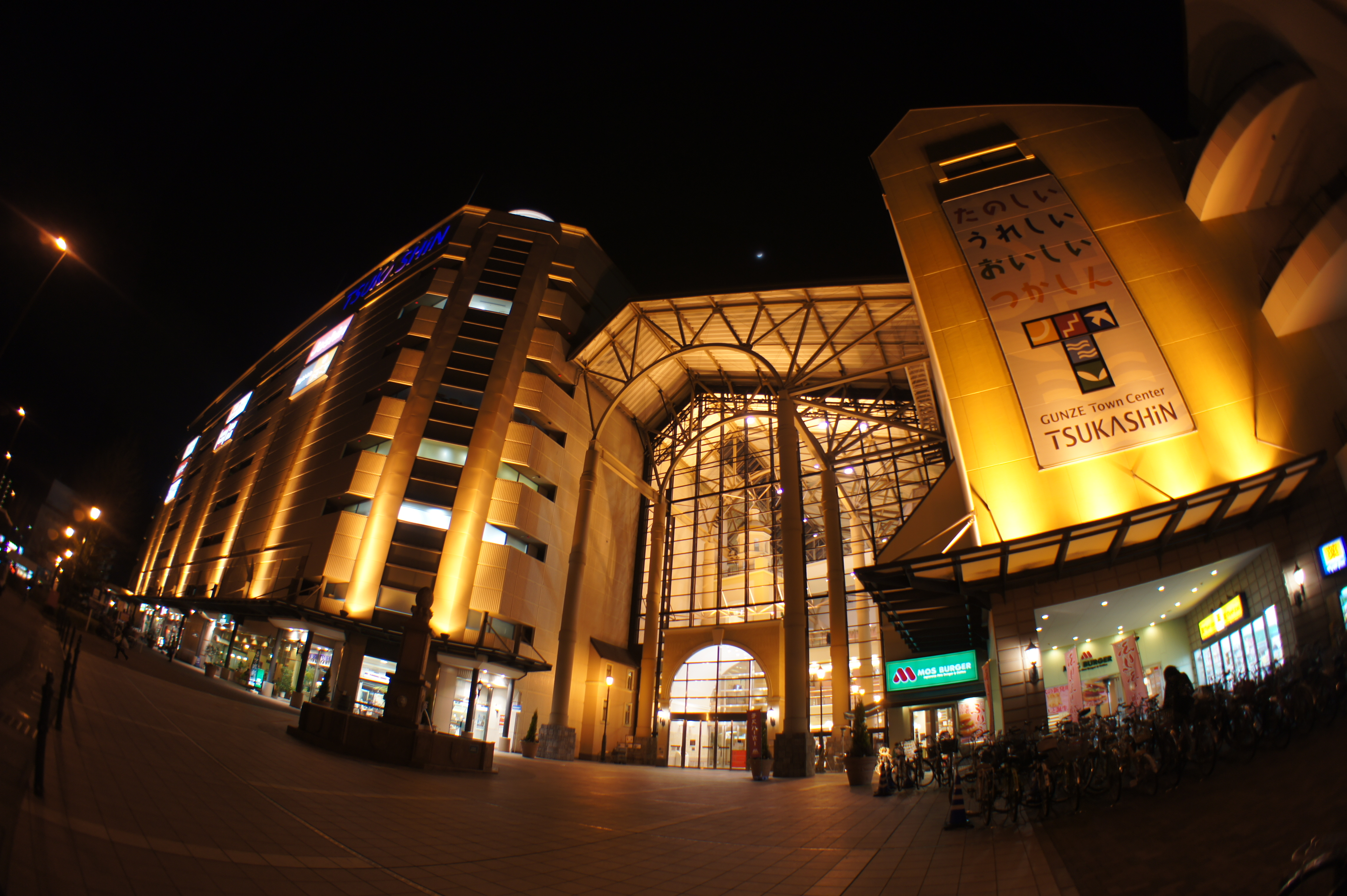
ひがしまち ロマンチック広場入口（夜景）

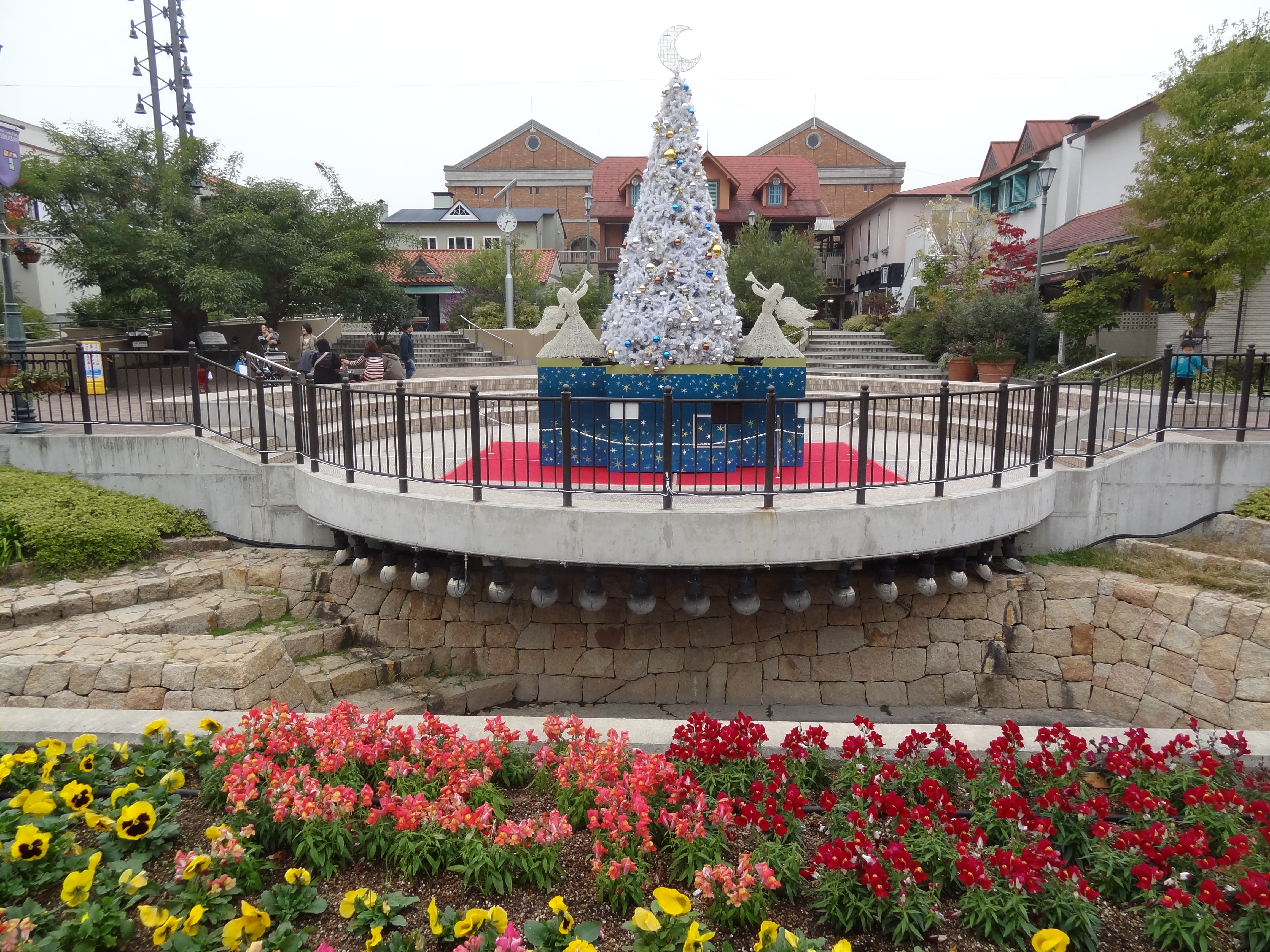
カリヨンガーデン（2012年のリニューアル前、冬季のツリー設置時）

オープン当初は西武のつかしん（塚新）店を核店舗に、地元や阪神間の小売店によるショッピングモール・レストラン街・映画館「シネマつかしん」などで構成される複合商業施設であった。また、敷地内の北東部（現在、平和堂などが入居するひがしまち北館が建つ場所）には西武グループのプリンスホテルを建設する構想もあり、建設場所を示す看板が設置されていた（西武の撤退まで設置）。
近畿地区の西武を運営する「株式会社西武百貨店関西」は許永中などの「闇の紳士」との関わりが取りざたされ、後にイトマン事件へと発展するなど、当店を含む西武各店舗に対して、イメージに大きな傷が付くこととなった。また、当店の開業以前から競合他社の百貨店が乱立する梅田や難波などの大阪市中心部にも比較的近いことや、尼崎市中南部の再開発が進んで各種商業施設との競合が激化したことなどにより、徐々に客足が流出し売上は右肩下がりとなった。
2002年9月、西武は売場面積を従来の3割に縮小し、現在のひがしまち南館のビルにテナントの1店舗として出店する形態に変更。これに合わせて、コープこうべ、ダイソー、ユニクロ、ミドリ電化などが新たに出店し、ビル部分は「リボン館」の名称で郊外型のショッピングセンターとして再出発した。しかし、同年10月10日に当時の当店を上回る営業総面積のダイヤモンドシティ・テラス（現在のイオンモール伊丹、当店の最寄駅であるJR猪名寺駅の北隣にあるJR伊丹駅と歩道橋で直結）がオープンしたこともあり売上は上向かず、西武つかしん店の年商は最盛期の280億円（1990年度）から32億円（2003年度）にまで落ち込んだ。なお、最盛期の1990年も含め一度も黒字にはならなかった。
その後、施設の西側で温泉が発掘されたこともあり（後述）、土地の所有者のグンゼによる施設全体の大幅改装を機に、2004年5月9日をもって西武は完全に撤退した。

### 第1のリニューアル
西武の撤退に前後して発掘された温泉は、関西最大級の源泉掛け流しの大浴場「湯の華廊（ゆのかろう）」として、2004年7月6日に開業した。
その一方で、建物の老朽化やテナントの撤退に伴う来客数の減少は改善されず、2005年5月にはリニューアル工事を開始した。当時東側にあった地上2階・地下1階建ての「東駐車場」（23,000平方メートル）を解体し、地上4階・地下1階建ての「ひがしまち北館」を新設し、兵庫県内初出店となる平和堂（アル・プラザ）が出店。既存のエリアも随所で内外装を一新し、マツモトキヨシなど100軒を超える新規テナントを迎えた上で、2006年4月29日に「グンゼタウンセンター つかしん」としてリニューアルオープンした。従来リボン館だったビルは「ひがしまち南館」として再編された。
また、永らくナムコ直営の遊園地「ナムコランド 西武つかしん店」であったひがしまち南館の屋上には、フットサルコートの「SALUつかしん」がオープン。西武の撤退前後から運転を休止していた斜行エレベーターは、1階・屋上間の直通に限定して運転を再開した。
なお、営業総面積はリニューアル工事前の約1.5倍（68,000平方メートル）となり、競合店のイオンモール伊丹より15,000平方メートルあまり上回っている。

### 第2のリニューアル
イオンモール伊丹とはコンセプトを差別化（外部リンクを参照）した結果、売上高は順調に推移し、2008年度には約251億円を計上した。その傍ら、引き続き近隣には競合するショッピングセンターが立て続けにオープンし続けており、顧客の獲得競争が激化している。
これらに対応するため、前述のリニューアルで整備が行き届かなかった「にしまち」の居酒屋街「味の小路」を更地にし、2階建ての新たなビルを建設。「にしまち」の一部として、2012年10月20日に開業した。

### 2020年代以降の主なリニューアル
第2のリニューアルで開業した2階建てのビルについて、1階をフードコートに全面改装の上、2022年11月11日に「にしまちキッチン」としてリニューアルオープン。兵庫県内初出店となる、お笑いタレントのたむらけんじが運営する炭火焼肉たむらなどが新たに入居した。また、ふたば書房などが入居していた2階についても2023年4月9日をもって全店舗が閉店または移転の上、同年9月30日にフロア全体にTSUTAYAが新たにオープンした。
また、前述の西武の売場面積縮小と同時に出店し、ひがしまち南館の1階で営業していたコープこうべが、不採算などを理由に2024年1月18日をもって営業を終了した。同店が入居していたエリアには、従来同館の4階で営業していた無印良品が同年6月28日に移転オープンし、その4階の跡地にはアカチャンホンポが同年11月29日にオープンした。

## 施設
営業時間
10時 - 22時
- 物販・サービス 10時 - 21時
- フードコート 10時 - 21時
- レストラン 11時 - 22時

定休日
- 毎年1月1日（他に年1回程度、設備点検による休業あり）

### 主な店舗など
全ての店舗の一覧は、公式サイトを参照。
| ひがしまち北館 - 平和堂 アル・プラザつかしん - セリア - マツモトキヨシ（マツキヨラボ） - 3COINS+plus - マクドナルド - モスバーガー - ホリーズカフェ - じゃんぼ総本店 - コーヒーギャラリー ヒロ - 久世福商店 - GU - 靴のヒラキ - 手芸センタードリーム（にしまちから再移転） - 文具のコンパス（同上） - タイトーステーション - 楽天モバイル - 保険デザイン - 尼崎ドライブスクール（入校・相談窓口） フードコートA・I - スガキヤ - リンガーハット - 丸亀製麺（2024年6月28日開業） にしまち - 湯の華廊（天然温泉の温浴施設） - グンゼスポーツクラブ - ファミリーマート（2024年7月1日開業） - ニシイチ健康館 - ミスタードーナツ - コメダ珈琲店（ひがしまち南館から移転） - サイゼリヤ - 得得 - 炭火焼肉たむら - TSUTAYA（新品の書籍のみ取り扱い） - ペットワールド アミーゴ - GiGO（旧・セガワールド） - ホワイト急便 - つかしんコミュニティチャーチ（キリスト教会） | ひがしまち南館 - ケンタッキーフライドチキン - スターバックスコーヒー - サーティワンアイスクリーム - かつや - ドンク - 阪急ベーカリーショップ - 千鳥屋宗家 - FUJIYA KOBE - ディッパーダン（2024年7月18日開業） - カルディコーヒーファーム - ユニクロ - ファッションセンターしまむら - バースデイ - ディバロ - ハニーズ - 西松屋 - オリヒカ - SUITS＆SUITS - ABCマート - パリミキ - 眼鏡市場 - カメラのキタムラ - ヴィレッジヴァンガード - ロフト - 無印良品 - 上新電機 - ニトリデコホーム - ダイソー / THREEPPY - 三井住友銀行（2025年8月18日開業） - ※2025年8月18日より、園田支店が伊丹支店・立花支店・塚口支店（伊丹駅の近く）内に移転しており、ひがしまち南館1階に出張所を新設（ATMは再設置）。 - ダイワサイクルSTYLE - UQスポット - ソフトバンク / ワイモバイル - セイハ英語学院 - ベイコム・ケーブルテレビのお店 - フットサルポイント SALUつかしん - 金融機関ATM - ゆうちょ銀行 - みずほ銀行 - 三菱UFJ銀行 - 池田泉州銀行 - セブン銀行 かつては京都銀行のATMも設置されていたが、既に営業を終了している。 |

### かつて営業していた店舗など
西武百貨店およびリボン館時代に営業していた店舗なども、現在の「グンゼタウンセンター つかしん」におけるエリア分けに準じて掲載する。
| ひがしまち - 西武百貨店 - コープこうべ - 大阪王将 - ポムの樹 - ザ・どん - ライトオン - リブロ - WAVE - ジュエリーマキ - ナムコランド - スタジオマリオ | にしまち - 神戸クック ワールドビュッフェ - ロッテリア - ハーゲンダッツ - タリーズコーヒー - ゲオ - ふたば書房 - サンリオショップ |

## 交通アクセス
- 阪急伊丹線 稲野駅 - 南東に約300m
- JR宝塚線 猪名寺駅 - 南西に約400m
- 阪急バス 尼崎線（56・57系統）「つかしん前」停留所 - 下車すぐ
- 伊丹市営バス 阪急伊丹-佐々原-山田線（36系統）「JR猪名寺」停留所 - 南西に約400m
- 阪神バス 尼崎市内線（20系統、旧・尼崎市営バス）「JR猪名寺」停留所 - 南西に約400m

### 送迎バス
開店当初から阪神・淡路大震災が発生した1995年頃にかけて、JR猪名寺駅近くに設けていた臨時駐車場（現在は存在しない）との間にシャトルバスを運行していたことがある（運行は阪急バスに委託）。当店側の乗り場は、立体駐車場の東駐車場（現在のひがしまち北館）付近に設けられたロータリーにあった。
また、「グンゼタウンセンター つかしん」にリニューアルした2006年より、上記以外の複数の鉄道駅前とを結ぶ無料送迎バス（自社所有のマイクロバス）を運行していたが、2021年6月の阪急塚口駅発着便を最後に全ての運行を終了した。当店側の乗り場は、にしまちの湯の華廊の南側に設けられていた（後年には待合室も設置）。発着していた駅と運行していた時期は以下の通り。
- 阪急塚口駅（2021年6月まで）
- 阪急武庫之荘駅（2013年9月まで）
- 阪急園田駅・JR塚口駅（2014年6月まで、JR塚口駅には2008年より経由）
- 阪急伊丹駅・JR伊丹駅（2014年6月まで）